# Crocus sativus
Lo zafferano vero (Crocus sativus L.) è una pianta della famiglia delle Iridacee, coltivata in Asia minore e in molti paesi del bacino del Mediterraneo. In Italia le colture più estese si trovano nelle Marche, in Abruzzo, in Sicilia e in Sardegna; altre zone di coltivazione degne di nota si trovano in Umbria, Toscana, Basilicata e Calabria. Dallo stimma trifido si ricava la spezia denominata "zafferano", utilizzata in cucina e in alcuni preparati medicinali.
La parola zafferano deriva dalla parola araba za῾farān.

## Descrizione
La pianta adulta è costituita da un bulbo-tubero di un diametro di circa 5 cm. Il bulbo contiene circa 20 gemme indifferenziate dalle quali si originano tutti gli organi della pianta, in genere però sono solo 3 le gemme principali che daranno origine ai fiori e alle foglie, mentre le altre, più piccole, produrranno solo bulbi secondari. Durante lo sviluppo vegetativo dalle gemme principali del bulbo si sviluppano i getti, uno per ogni gemma; per cui da ogni bulbo ne spunteranno circa 2 o 3.
I getti spuntano dal terreno avvolti da una bianca e dura cuticola protettiva, che permette alla pianta di perforare la crosta del terreno.
Il getto contiene le foglie ed i fiori quasi completamente sviluppati, una volta fuoriuscito dal terreno, si apre e consente alle foglie di allungarsi e al fiore di aprirsi completamente.
Il fiore dello zafferano è un perigonio formato da 6 tepali di colore violetto intenso. La parte maschile è costituita da 3 antere gialle su cui è appoggiato il polline. La parte femminile è formata dall'ovario, stilo e stimmi. Dall'ovario, collocato alla base del bulbo, si origina un lungo stilo di colore giallo che dopo aver percorso tutto il getto raggiunge la base del fiore, qui si divide in 3 lunghi stimmi di colore rosso intenso.
Le foglie di Crocus sativus sono molto strette e allungate. In genere raggiungono la lunghezza di 30–35 cm, mentre non superano mai la larghezza di 5 mm.

## Biologia
Crocus sativus è una pianta sterile triploide, è il risultato di una intensiva selezione artificiale di una specie originaria dell'isola di Creta, il Crocus cartwrightianus. Una selezione messa in atto dai coltivatori che cercavano di migliorare la produzione degli stimmi. La sua struttura genetica lo rende incapace di generare semi fertili, per questo motivo la sua riproduzione è possibile solo per clonazione del bulbo madre e la sua diffusione è strettamente legata all'assistenza umana.
La pianta entra in stasi vegetativa nel periodo estivo compreso tra giugno e settembre. Nei primi giorni di ottobre dal bulbo si originano 2 o 3 spate di colore bianco, rivestite da un rigido strato di tuniche, dalle spate fuoriuscite dal terreno escono dei mazzetti di circa 10 foglie. Alla fine del mese, tra le foglie, spuntano i primi fiori. L'attività vegetativa rallenta durante l'inverno, per poi riprendere alla fine di marzo quando la pianta genera i nuovi bulbi. Da maggio le foglie cominciano gradatamente a essiccarsi, mentre a giugno i nuovi bulbi, accumulato il materiale di riserva, entrano in stasi vegetativa.

## Coltivazione
Zone con le superfici di coltivazione più estese
     Zone di maggiore produzione
     Zone con superfici di coltivazioni minori
     Zone di minore produzione
     Zone di maggiore commercializzazione (odierne)
     Zone di maggiore commercializzazione (storiche)
La pianta dello zafferano si adatta molto bene ai climi caratterizzati da piovosità media non molto alta (300-400 mm annui), tipica della Spagna e della Grecia. Tollera anche climi più piovosi, come in Kashmir, dove l'indice di piovosità è molto intenso (1500–2000 mm annui). Ciò che i coltivatori devono assolutamente evitare sono i ristagni d'acqua, molto dannosi per lo sviluppo della pianta; per questo motivo una coltivazione su terreno leggermente scosceso è preferibile ad una su terreno pianeggiante. Devono essere evitati i terreni poco permeabili e pesanti; è opportuno affrontare una coltivazione solo su terreni sabbiosi, con una buona drenatura e molto permeabili.
Sopporta rigide temperature invernali, anche inferiori allo 0 termico, i bulbi cominciano a soffrire solo quando il termometro scende sotto i −12 °C. Il Crocus sativus tollera la neve e anche brevi periodi di gelo. Nel periodo estivo, quando la pianta si trova in fase di quiescenza, le alte temperature non creano alcun tipo di problemi al bulbo.
Le tecniche di coltivazione usate vengono distinte in:

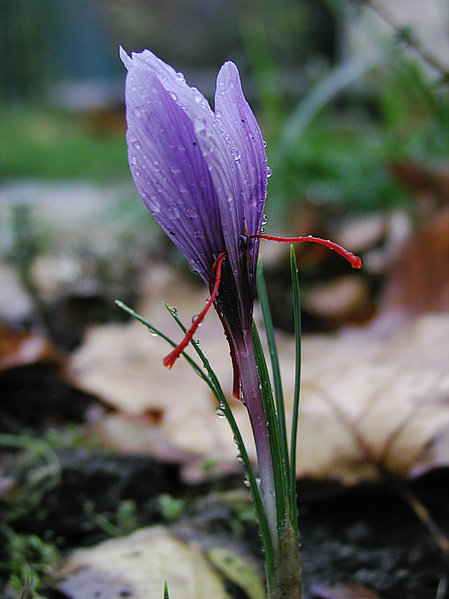
Fiore di Zafferano

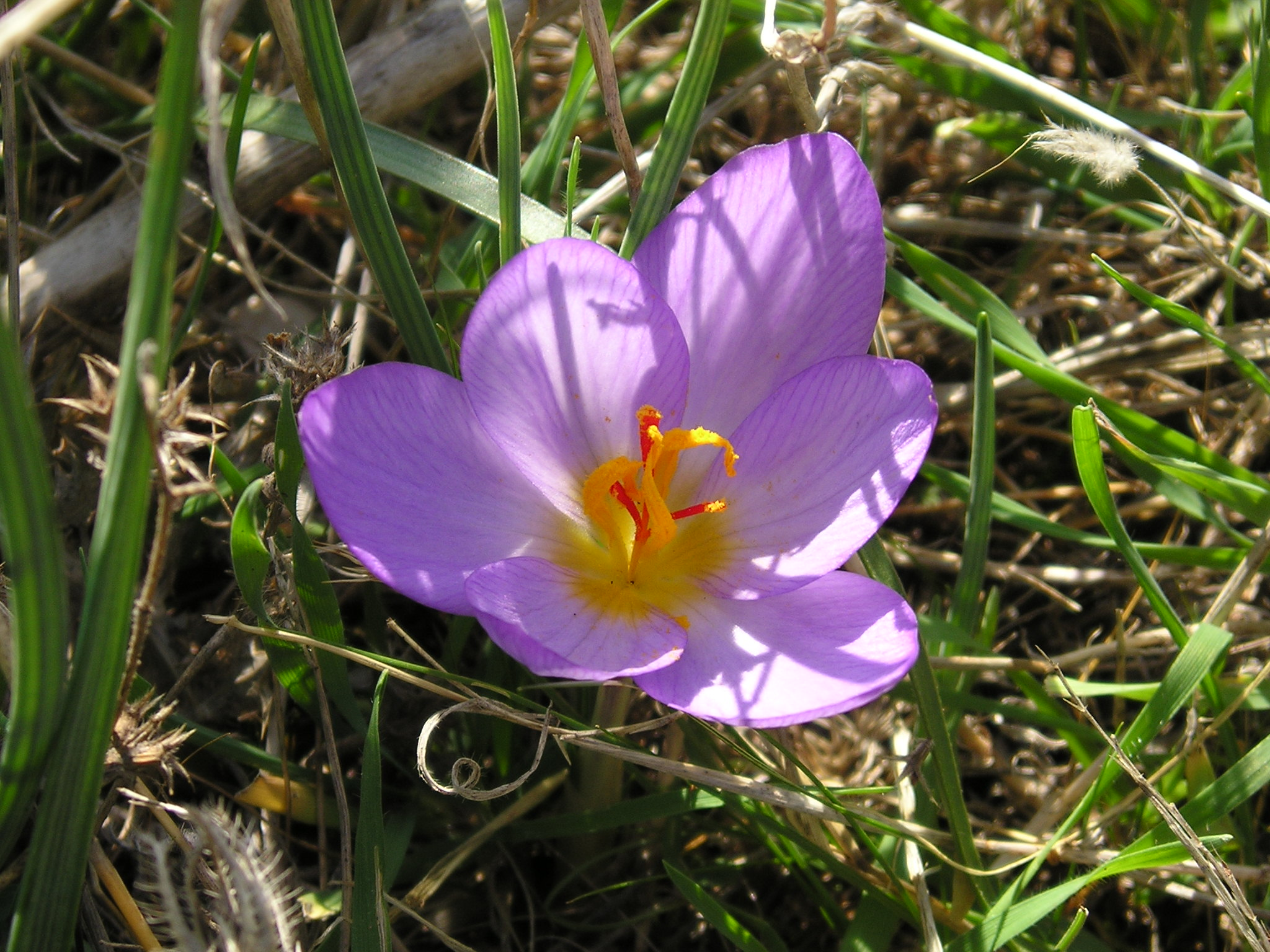
Gli stimmi rossi sono gli unici ad essere commercializzati e consumati

- tecnica di coltura annuale
- tecnica di coltura poliennale

### Tecnica di coltura annuale
Consiste nel prelevare dal terreno i bulbi-tuberi al termine di ogni ciclo vegetativo, quindi in estate, per poi rimetterli a dimora in un appezzamento di terreno differente da quello precedente. Questa tecnica è la più laboriosa ed impegnativa dal punto di vista del lavoro umano ma consente di ottenere una migliore qualità della spezie e dà la possibilità al coltivatore di controllare ogni anno lo stato di salute dei propri bulbi. La richiesta di manodopera ha un impatto notevole su questo tipo di coltivazione perché le procedure di lavorazione non sono facilmente meccanizzabili. Soltanto la lavorazione del terreno può essere svolta grazie all'utilizzo di macchine motocoltivatrici; tutto il resto, dal prelievo alla messa in dimora dei bulbi, è messo in atto grazie al lavoro manuale.
In luglio o in agosto i bulbi sono raccolti dal terreno, operazione nella quale si utilizzano di solito picconi o piccole zappe; in questo modo è possibile estrarre i bulbi senza danneggiarli. Nella stessa giornata si procede anche alla mondatura dei bulbi, un processo che consiste nell'eliminazione della tunica del bulbo vecchio e nell'eliminazione dei bulbi troppo piccoli per essere utilizzati nella nuova coltivazione. I bulbi così preparati saranno reimpiantati pochi giorni dopo.
È adottata nelle colture italiane dell'Abruzzo, della Toscana, delle Marche e dell'Umbria. All'estero non viene praticamente utilizzata.
Vantaggi della coltura annuale:
- Rotazione della coltura: si forniscono maggiori risorse alla pianta, per questo motivo si ricavano stimmi molto più lunghi e pregiati.
- Controllo dei parassiti: prelevando ogni anno i bulbi si ha la possibilità di verificare se ci sono delle piante malate; separandole dalle altre, si evita una possibile diffusione del parassita.
- Migliore preparazione del terreno: il terreno su cui verrà preparata la nuova coltivazione è scelto in base ai requisiti richiesti dalla pianta. Nella primavera precedente alla messa in dimora dei bulbi il terreno è preparato con una corretta aratura di 30 cm di profondità. Contemporaneamente all'aratura si concima il terreno con letame bovino nelle dosi di circa 300 q/ha.
- Controllo dalle erbe infestanti: la preparazione del nuovo terreno consente al coltivatore di eliminare quasi totalmente la presenza delle erbe infestanti.
- Migliore distribuzione dei bulbi: ogni anno i bulbi possono essere correttamente ridistribuiti nel terreno. In genere la piantagione tipo è composta da più solchi profondi circa 15/20 cm, i bulbi vengono posti alla base del solco alla distanza di 1 cm l'uno dall'altro. Ogni solco è distante dall'altro 30 cm; una volta coperto prende il nome di fila. L'insieme di 4 file è detto aiuola; ogni aiuola è separata dalle altre da un solco di passaggio largo 40 cm e profondo almeno 20 cm. I solchi tra le aiuole hanno lo scopo di consentire il passaggio dei coltivatori e soprattutto debbono costituire un valido incanalamento per il deflusso delle acque piovane.

Svantaggi della coltura annuale
- Eccessiva richiesta di manodopera: richiede molto lavoro nel periodo estivo compreso tra luglio ed agosto; cioè quando i bulbi vengono prelevati, controllati e messi nuovamente a dimora.
- Prezzo della spezie più elevato: come diretta conseguenza del maggior utilizzo di manodopera il costo del prodotto finito è più alto.

### Tecnica di coltura poliennale
Il metodo più utilizzato dai paesi produttori di zafferano prevede che i bulbi vengano prelevati dal terreno ogni determinato periodo di anni. La pianta quindi rimane nella stessa piantagione per più anni di seguito. In Sardegna il periodo è di 4 anni, mentre in Grecia i bulbi vengono prelevati ogni 7 anni.
In queste coltivazioni le tecniche di preparazione del terreno sono le stesse che nella coltivazione annuale. L'unica differenza è nel posizionamento dei bulbi all'interno del solco, questi infatti devono essere posti ad una distanza di circa 12 cm, per lasciare lo spazio ai nuovi bulbi che si formeranno nel corso degli anni.
vantaggi della coltura poliennale
- Minori costi di gestione in termini di manodopera: il terreno per il reimpianto viene preparato ogni 4 o più anni.
- Minori spese di gestione: non è necessario avere la disponibilità di molto terreno.

svantaggi della coltura poliennale
- La pianta ha minori risorse: nonostante una buona concimazione, la pianta del Crocus avrà ogni anno meno risorse dal terreno. Ciò si traduce in una qualità della spezie inferiore rispetto a quella proveniente da una coltivazione annuale.
- Pericolo dei parassiti: il controllo della diffusione dei parassiti è più complicato, la pianta malata deve essere individuata fra le altre ed eliminata.

## Chimica
La spezie prodotta dal Crocus sativus contiene circa 150 sostanze aromatiche volatili. Inoltre lo zafferano è uno degli alimenti più ricchi di carotenoidi, contiene infatti sostanze come: la Zeaxantina, il Licopene e molti alfa-beta caroteni. Tuttavia è possibile identificare tre composti chiave, ciascuno dei quali è associato ad una caratteristica sensoriale: le crocine (colore), il safranale (aroma) e la picrocrocina (gusto).
Il colore giallo-oro, che la spezie conferisce alle pietanze, è dovuto alla presenza dell'α-crocina. Questo composto è il risultato della reazione di esterificazione tra il β-D-gentiobiosio e il carotenoide crocetina. La presenza del glucosio conferisce alla crocina la proprietà di essere un composto idrosolubile. Allo stesso tempo la presenza della crocetina, un poliene contenente un gruppo carbossilico, rende la crocina un composto idrofobico, quindi solubile nei grassi.
Il safranale è un'aldeide terpenica volatile derivata dalla degradazione della picrocrocina, a sua volta prodotto di degradazione della zeaxantina. È il componente chiave dell'aroma dello zafferano ed esibisce proprietà antiossidanti.
La picrocrocina è un glucoside monoterpenico derivato dalla degradazione della Zeaxantina. Durante l'essiccamento dello zafferano dalla picrocrocina si libera l'aglicone, che per perdita di una molecola d'acqua origina il safranale. È il principale responsabile del sapore amaro dello zafferano.
Lo zafferano inoltre contiene le vitamine A, B1 e B2.

## Parassiti
Il bulbo dello zafferano è molto sensibile all'azione dei funghi parassiti. Un bulbo infestato dal Fusarium oxysporum non riesce a generare fiori e appassisce in breve tempo. Per evitare che l'intera coltivazione si infesti è necessario eliminare immediatamente i bulbi malati, oppure ricorrere alla cura dei bulbi con prodotti fungicidi.
Un altro pericolo per le coltivazioni di zafferano è rappresentato dagli animali selvatici che si nutrono del bulbo come il topo, il ratto, l'istrice e il cinghiale. Il topo non è in grado di scavare il terreno, ma è molto dannoso nel momento in cui i bulbi vengono prelevati dal terreno e conservati in attesa della nuova coltivazione. L'istrice ed il cinghiale sono capaci di scavare il terreno, la presenza di questi animali rende quindi necessaria la costruzione di una valida recinzione a protezione della coltura.

## Utilizzi
Un tempo allo zafferano, di cui si utilizzano gli stimmi, venivano attribuite proprietà antispastiche, antidolorifiche e sedative. Oggigiorno, tuttavia, sono stati trovati composti alternativi e l'uso di 20 grammi al giorno di zafferano può anche risultare mortale.
L'uso dello zafferano può provocare anche effetti collaterali quali vertigini, torpore e manifestazioni emorragiche da riduzione del numero delle piastrine (trombocitopenia) e da ipoprotrombinemia (diminuzione della protrombina).
Lo zafferano, attualmente, viene utilizzato solamente dall'industria alimentare e in gastronomia come spezia o come colorante, anche se è ricco di carotenoidi che riducono i danni cellulari provocati dai radicali liberi. Uno dei suoi utilizzi più tipici nella cucina italiana è nel risotto alla milanese o "risotto giallo", così noto appunto per la colorazione che lo zafferano dà alla ricetta.
Lo zafferano viene utilizzato in fitoterapia per rallentare processi neurodegenerativi quali la degenerazione maculare secca correlata all'età (DMLE secca) e la malattia di Stargardt. Gli esperimenti sono ora in corso su modelli preclinici di Retinite Pigmentosa e sono molto promettenti.

### Proprietà e utilizzi dei residui floreali e delle foglie

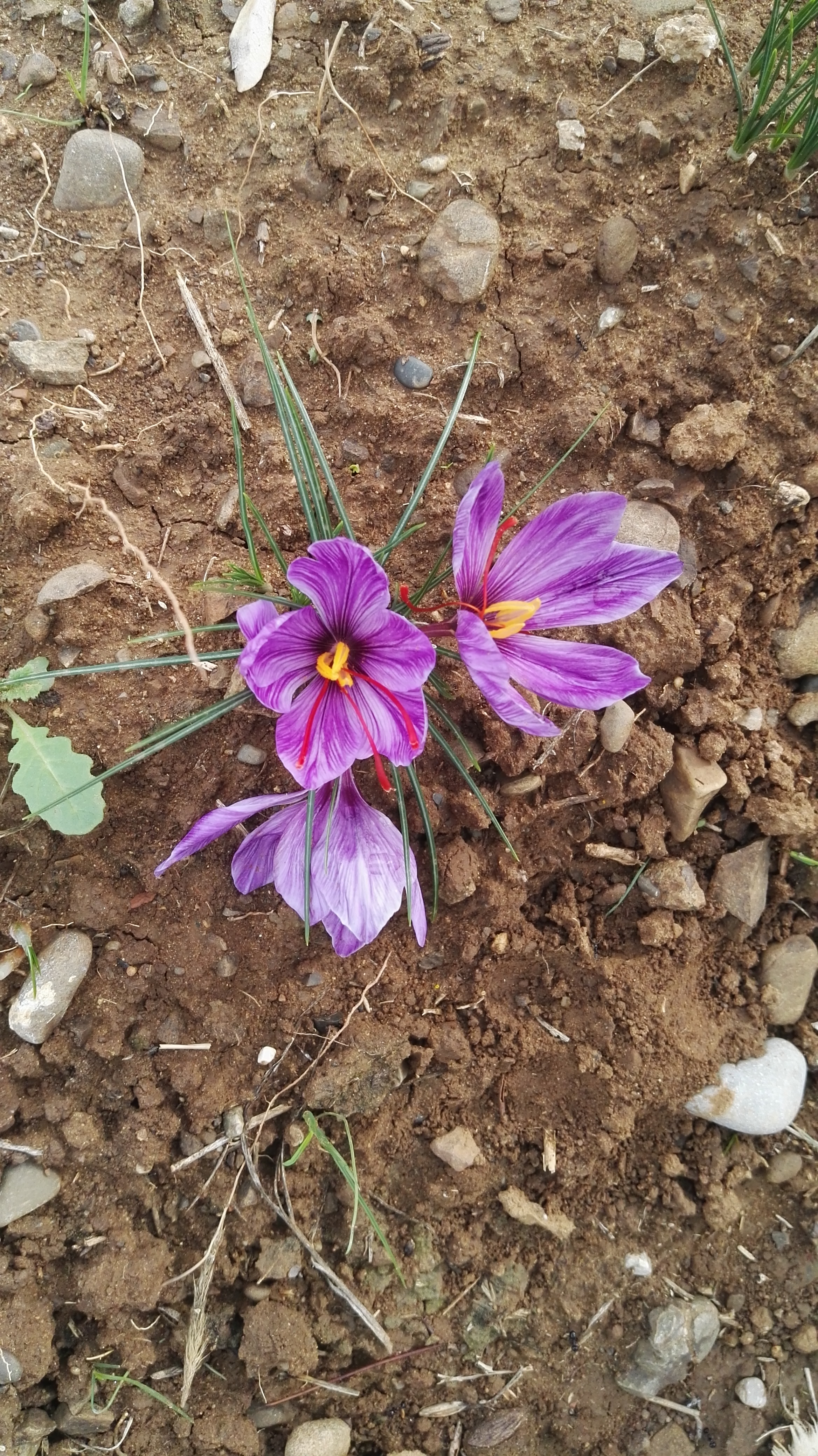
Pianta di zafferano

Nella produzione dello zafferano il 90% dei fiori raccolti va a costituire, nella maggior parte dei casi, materiale di scarto. Infatti, solo gli stigmi del fiore, opportunamente essiccati e polverizzati, sono apprezzati a livello mondiale e usati per colorare e aromatizzare i cibi sfruttandone il gradevole odore. I tepali dei fiori del Crocus sativus, sebbene presentino un profilo chimico simile a quello degli stigmi e rappresentino la maggior parte del fiore di questa pianta, sono ancora oggi considerati materiale di scarto. Si calcola, infatti, che per produrre 1 kg di zafferano sono necessari più di 160.000 fiori, pari a circa 68 kg, di cui 63 costituiscono la biomassa dei residui floreali (tepali, stami e stili). I tepali del Crocus sativus sono lunghi da 20 a 47 mm e larghi da 11 a 23 mm. I tepali di zafferano contengono anche dei flavonoli, appartenenti sempre alla famiglia dei flavonoidi, in particolare kempferolo, quercetina e miricetina.
La spezia viene usata per le sue proprietà benefiche alla salute dell'uomo e in particolare per la sua funzione antiossidante.
Nella medicina ayurvedica, lo zafferano viene anche considerato come un agente anti-stress, afrodisiaco ed è usato nel trattamento delle palpitazioni cardiache. Dopo la rimozione e il recupero degli stigmi, i residui floreali possono anche essere aggiunti in una concimaia per essere usati come fertilizzante. Non meno importante è la possibilità di utilizzare i tepali come elemento ornamentale di piatti e bevande. Gli chef si dilettano ad abbellire i loro piatti proponendo i tepali o l’intero fiore del Crocus sativus come decorazioni e guarniture. Non è da trascurare infine l’uso dei tepali essiccati per scopi ornamentali domestici: infatti sono ideali per creare composizioni, pot-pourri oltre che per la realizzazione di candele e saponi naturali.

## Adulterazione
La principale contraffazione dello zafferano in polvere è fatta con il cartamo, chiamato "zafferano del Marocco", o con la curcuma.